# قانون دالتون للغازات
ضغط الغاز:
هل سبق أن شاهدت شخصاً يحاول المشي على الثلج أو الوحل أو على الأسفلت الساخن وهو ينتعل حذاءً له كعب عال؟ من المحتمل أن تكون قد لاحظت غوص الكعب العالي في تلك السطوع اللينة.  سبب غوص قدم من ينتعل كعباً عالياً، بينما لا يكون الأمر كذلك لمن ينتعل نعلاً مسطحاً. يعتمد تأثير القوة الضاغطة على السطح اللين في كلتا الحالتين على كتلة الشخص، حيث تتوزع القوة الضاغطة على مساحة كبيرة في حالة انتعال حذاء مسطح النعال. ويعرف الضغط بأنه القوة الواقة على وحدة المساحة. فمساحة قاعدة الحذاء المسطح النعل أكبر من مساحة قاعدة الكعب العالي، ولذلك يكون الضغط الواقع من الحذاء المسطح النعل على السطوح اللينة أقل من ضغط الحذاء ذي الكعب العالي.
تبذل جسيمات الغاز ضغطاً عندما تصطدم بجدران الوعاء المحصورة فيه. ولأن كتلة جسيم الغاز صغيرة فإن الضغط الذي تبذله هذه الكتلة صغير أيضاً. وعلى أي حال فإن الوعاء الذي سعته لتر يمكن أن يستوعب من10²²جسيمات الغاز. وبهذا العدد من الجسيمات المحصورة معً داخل الوعاء يكون الضغط الناشئ عن اصطدامها بالجدران كبيراً.
ضغط الهواء :
```
يحيط بالكرة الأرضية طبقة الغلاف الجوي التي تمتد مئات الكيلومترات ننحو الفضاء. ولما كانت جسيمات الهواء تتحرك في كل اتجاث فإنها تبذل ضغطاً في كل الاتجاهات، وهو ما يعرف بالضغط الجوي أو ضغط الهواء. ويتفاوت هذا الضغط من مكان إلى آخر فوق سطح الأرض. ولأن تأثير الجاذبية في سطح الأرض كبير فإن جسيمات الهواء تكون كثيرة وقريبة من سطح الأرض، بينما تقل كلما ارتفعنا إلى أعلى، حيث يقل تأثير الجاذبية الأرضية هناك. ويكون عدد جسيمات الهواء فوق المرتفعات العالية أقل، فيسبب ضغطاً أقل من ضغط الأماكن المنخفضة، حيث يكون تركيز جسيمات الهواء فيها أكبر. ولذلك فإن ضغط الهواء في الأماكن المرتفعة أقل مما هو عند مستوى سطح البحر. ويبلغ الضغط الجوي عند سطح البحر كيلوجراماً لكل سنتميتر مربع تقريباً.
```

قياس الضغط الجوي :
```
لقد كان عالم الفيزياء الإيطالي إيفانجيلستا تورشلي (1647-1608 م) أول من أثبت وجود ضغط للهواء، فقد لاحظ أ، مضخة الماء لا يمكنها أن تضخ الماء إلى ارتفاع يتجواز عشرة أمتار. وقد افترض أن ارتفاع السائل في أنبوب يختلف باختلاف كثافته. ولاختبار هذه الفرضية صمم تورشلي جهازاً، حيث ملأ أنبوباً زجاجياً رفيعاً مغلقاً من أحد طرفيه بالزئبق، وأغلق الطرف المفتوح بإبهامه لكيلا يسمح للهواء بالدخول، ثم نكس الأنبوب فوق حوض مملوء بالزئبق، ولاحظ انخفاض عمود= الزئبق في الأنبوب 1/14 تقريباً من المسافة التي انخفضها الماء في أنبوب مماثل. وهذا يؤيد فرضية تورشلي، لأن كثافة الزئبق أكبر من كثافة الماء أربع عشرة مرة تقريباً.
```

البارومتر :
```
يدعى الجهاز الذي صممه تورشلي البارومتر، وهو أداة تستخدم لقياس الضغط الجوي. وكما أوضح تورشلي، فإن ارتفاع مستوى الزئبق في البارومتر عند سطح البحر يساوي mm760 تقريباً. ويحدد ارتفاع الزئبق قوتين، إحداهما الجاذبية الأرضية المؤثرة في الزئبق بقوة ثابتة إلى أسفل، والأخرى القوة المعارضة للجاذبية، واتجاهها إلى أعلى، وتكون بفعل الهواء الضاغط على سطح الزئبق إلى أسفل. ويتغير ضغط الهواء بتغير درجة حرارة ورطوبة الجو.
```

المانومتر:
```
أداة تستخدم لقياس ضغط الغاز المحصور، ويتكون من دورق متصل بأنبوب على شكل U مملوء بالزئبق. وعند فتح 
الصمام
 الفاصل بين الدورق والأنبوب تنتشر جسيمات الغاز من الدورق إلى الأنبوب، وتعمل الجسيمات المتدفقة على دفع الزئبق إلى أسفل الأنبوب. ويتم إيجاد ضغط الغاز في الدورق عن طريق حساب الفرق في ارتفاع مستوى الزئبق في طرفي الأنبوب.
```

وحدات قياس الضغط :
إن وحدة قياس الضغط العالمية (SI) هي باسكال (Pa) نسبة إلى العالم الرياضي والفيلسوف الفرنسي بليز بالسكال (1962-1923). وقد اشتقت وحدة باسكال من وحدة قياس القوة العالمية نيوتن (N). وتساوي وحدة بالسكال مقدار قوة واحد نيوتن لكل متر مربع (1Pa=1N/m^2). وما زالت مجالات كثيرة من العلوم تستخدم الوحدات التقليدية لقياس الضغط فعلى سبيل المثال، يسجل المهندسون الضغط على أنه عدد الأرطال لكل بوصة (psi)، ويسجل الضغط المقيس باستخدام البارومترات أو المانومترات بالمللمترات الزئبقية (mmHg). وهناك وحدتان أخريان تعرف إحداهما تور (torr) والأخرى بار (bar). 
ويصل متوسط ضغط الهواء عند سطح البحر وعند رجة حرارة C°0 إلى   (101.3kPa). ويسجل ضغط الهواء في العادة بوحدة قياس تعرف بالضغط الجوي  (atm)، حيث يساوي 760mm Hg أو 760torrأو101.3kPa. ويقارن الجدول 1-1 بين وحدات القياس المختلفة للضغط.
| الجدول 1-1                       | الجدول 1-1 مقارنة بين وحدات قياس الضغط |                      |
| -------------------------------- | -------------------------------------- | -------------------- |
| الوحدة                           | العدد المساوي لـ1atm                   | العدد المساوي لـ1kPa |
| كيلو باسكال (kPa)                | 101.3kPa                               | ــــ                 |
| الضغط الجوي (atm)                | ــــ                                   | 0.009869 atm         |
| ملمترات زئبق (mm Hg)             | 760 mm Hg                              | 7.501 mm Hg          |
| تور (torr)                       | 760 torr                               | 7.501 torr           |
| رطل /بوصة مربعة (psi or lb /in²) | 14.7 psi                               | 0.145                |
| بار (bar)                        | 1.01 bar                               | 100 kPa              |

قانون دالتون للضغوط الجزئية:
وجد دالتون Dalton في أثناء دراسته لخصائص الغازات أن لكل غاز خليط من الغازات ضغطا خاصا به الضغوط الجزئية للغازات التي في الخليط وتعرف نسبة ضغط كل غاز من الضغط الكلي بالضغط الجزئي للغاز ويعتمد الضغط الجزئي للغاز على عدد مولاته وحجم الوعاء ودرجة حرارة خليط الغازات ولكنه لا يعتمد على نوع الغاز ويكون الضغط الجزئي لمول واحد من أي غاز عند درجة حرارة وضغط معينين هو نفسه 
ويلخص قانون دالتون بالمعادلة الموضحه أدناه:
P total =P1+P2+P3+…..Pn                                                                                               لحساب الضغط الكلي لخليط من الغازات أضف الضغوط الجزئية إلى كل الغازات معا
انظر الشكل 7-1 ماذا يحدث عندما يتحد 1 mol من الهيليوم مع 1 mol  من النيتروجين في وعاء مغلق ؟                      بما أنه لم يتغير أي من حجم الغازين أو عددي جسيماتهما فسيكون الضغط الكلي مساويا مجموع الضغوط الجزئية لهما.
استخدام قانون دالتون:
تستخدم الضغط الجزئية للغازات لتحديد كمية الغاز الناتجة عن التفاعل حيث يجمع الغاز الناتج في وعاء منكس فيحل الغاز محل الماء ويكون الغاز الناتج مزيجا من غازي الهيدروجين وبخار الماء 
ترتبط الضغوط الجزئية للغازات عند درجة الحرارة نفسها بتراكيز هذه الغازات، فالضغط الجزئي لبخار الماء له قيمة ثابتة عند درجة حرارة معينة، ويمكنك الحصول علة هذه القيم بالرجوع إلى مصادر فعلى سبيل المثال الضغط لبخار الماء عند درجة حرارة  20C˚هو (2.3kPa) ويمكنك حساب الضغط الجزئي لغاز الهيدروجين بطرح الضغط الجزئي لبخار الماء من الضغط الكلي.وستعرف لاحقا أنك إذا عرفت ضغط غاز ما وحجمه ودرجة حرارته استطعت حساب عدد مولاته.